# Gebirgsgruppengliederung für das österreichische Höhlenverzeichnis
Die in Österreich, Ungarn und im bayerischen Alpenraum gültige Gebirgsgruppengliederung für das Höhlenverzeichnis geht auf Hubert Trimmel zurück, der im Jahre 1962 dieses System verbal und graphisch beschrieb.

## Geschichte
Walter von Czoernig-Czernhausen verfasste 1926 ein Sammelwerk der Höhlen Salzburgs, dem allerdings administrative Grenzen zugrunde lagen. Das von Gustave Abel 1934 geschaffene Werk benutzte bereits das heutige, auf naturräumlichen Grenzen basierende System. Es war allerdings auf den Raum Salzburgs beschränkt. 1949 wurde das „österreichische Höhlenverzeichnis“ geschaffen. Von Rudolf Pirker und Hubert Trimmel wurde 1954 ein Höhlenverzeichnis Niederösterreichs veröffentlicht. Schließlich verfasste Trimmel eine für ganz Österreich geltende Karte (1:500.000) und Beschreibungen der Umgrenzungen der Teilgruppen. Die Grenzen werden laufend kleineren Änderungen unterzogen.

## Aufbau
Die Katasternummer einer Höhle besteht aus 4 Ziffern, das ist die Gebirgseinheit, in der sich die Höhle befindet und nach dem Schrägstrich kommt eine weitere, 1- bis 3-stellige Zahl, die fortlaufende Nummer der Höhle eines Gebiets. Die Kennziffer als Zahlenkombination nach dem Prinzip der Dezimalklassifikation hat den Vorteil, dass die ungefähre Lage einer Höhle leicht zu erkennen ist.
Die ersten vier Ziffern bedeuten:
1. Ziffer: Großeinheit
2. Ziffer: Hauptgruppe
3. Ziffer: Untergruppe
4. Ziffer: Teilgruppe

Beispiel: 1864/10 bedeutet
- 1000 für Nördliche Kalkalpen
- 1800 für Niederösterreichische Kalkalpen
- 1860 für Gutensteiner Alpen
- 1864 für Fischauer Vorberge
- 1864/10 für Huzulenhöhle

Innerhalb einer Teilgruppe erfolgt die Nummerierung der Höhlen fortlaufend, und zwar altbekannte Höhlen alphabetisch, später entdeckte Höhlen nach der Reihenfolge ihrer Aufnahme in den Höhlenkataster.
In der folgenden Liste sind nur die Großeinheiten und die Hauptgruppen aufgeführt.

### 1000 Nördliche Kalkalpen
- 1100 Vorarlberger und Allgäuer Alpen
- 1200 Nordtiroler Alpen
- 1300 Nordtiroler–Salzburger Kalkalpen
- 1400 Nordtiroler und Salzburger Schieferalpen
- 1500 Westliche Salzkammergutalpen
- 1600 Östliche Salzkammergutalpen
- 1700 Obersteirische Kalk- und Schieferalpen
- 1800 Niederösterreichische Kalkalpen
- 1900 Wienerwald, Wiener Becken und Alpenvorland östlich der Traisen

### 2000 Zentralalpen
- 2100 Engadiner Hochalpen zwischen Rhein und Inn
- 2200 Ötztaler Alpen
- 2300 Stubaier Alpen
- 2400 fällt aus
- 2500 Hohe Tauern
- 2600 Niedere Tauern
- 2700 Norische Alpen
- 2800 Cetische Alpen und oststeirisch-burgenländisches Hügelland
- 2900 Leithagebirge und Hainburger Berge

### 3000 Südliche Kalkalpen
- 3700 Gailtaler Alpen
- 3800 Karnische Alpen
- 3900 Karawanken und Steiner Alpen

### 6000 Variszisches Gebirge und Randgebiete
- 6800 Böhmische Masse und Karpatenvorland

## Kriterien der Abgrenzung und Einteilung der Gebirgsgruppen
Die Abgrenzung der Gebietseinheiten erfolgt – da ursprünglich für die Höhlenkunde, und damit für entwässerungsrelevante Kriterien erstellt – nach hydrographischen Linien, denen die Grenzen geologischer Einheiten untergeordnet sind.
Die hydrographischen Linien sind durchwegs streng orographisch, also Talzüge respektive Flüsse und Bäche und Pässe, nur vereinzelt werden aus wasserkundlichen Gründen auch Gratzüge oder auch andere Linien verwendet, besonders in Karstgebiet mit unklarer Hydrographie, oder aus vereinfachenden Gründen stückweise nur Straßenzüge.
In den Alpenvorländern und dem Alpen-Karpaten-Vorland werden die Gruppen sehr umfassende Landstriche, da sie für die Höhlenkunde kaum mehr eine Rolle spielen, oft wird das Vorland den letzten randalpinen Gruppen zugegeben. Dort werden in Gebieten ohne orographischer Auffälligkeit oft nur mehr grobe Anhaltspunkte geben. Ein Außengrenze der Alpen definierte Trimmel nur indirekt über die Benennung der Gruppen. Auch das Granit- und Gneishochland ist relativ grob gegliedert.
Administrative Grenzen weisen keine Bedeutung auf, mit Ausnahme der deutsch-österreichischen Grenze (Vorarlberg/Tirol/Salzburg zu Bayern, da die Systematik ursprünglich auch für den bayerischen Kataster erstellt wurde) gab Trimmel bei der Publikation aber jeweils die Staatsgrenze (Tschechien/Slowakei, Ungarn, Slowenien, Italien, Schweiz/Liechtenstein) als Grenze – doch lassen sich durchwegs alle Gruppen dort zwanglos nach dem zugrundeliegenden Schema fortsetzen.
Insgesamt war das System als großräumig anwendbar geplant (so die Kennziffern 1–3 für die Ost- und Südalpen und 6 für die variszischen Gebirge Mitteleuropas), wurde aber nur vereinzelt im Ausland fortgeführt.
Insgesamt unterscheidet sich die Gliederung von alpinistischen Systemen dadurch, dass die Voralpen (bergsteigerisch meist ohne sonderliche Bedeutung) genauso detailreich aufgeschlüsselt sind wie die Hochalpen.

## Weitere Verwendung dieser Gebirgsgruppenteilung
Neben der Speläologie selbst ist die Einteilung unter Geologen und Montanisten viel verwendet worden.
- Künstliche Hohlräume (Stollen) werden mit diesem System klassifiziert (z. B. 1864/K1) – das K steht für „künstlich“.
- Für die Aufnahme von Quellen im Rahmen der Karstgefährdungskarten wird ebenfalls diese Einteilung genutzt (z. B. 1713/Q1) – Q für „Quelle“.

Außerdem wurde das System dann wegen seiner guten gewässerkundlichen Verwendbarkeit für die Umsetzung der EU-Gewässerbewirtschaftungspläne zugrunde gelegt und ist heute in der österreichischen Hydrographie die Standardgliederung, insbesondere auch für die Grundwasserkörper.